# Подлубы (Житомирская область)
Подлубы́ (укр. Підлуби) — село на Украине, основано в 1586 году, находится в Звягельском районе Житомирской области.
Код КОАТУУ — 1821784601. Население по переписи 2001 года составляет 1518 человек. Почтовый индекс — 11225. Телефонный код — 4149. Занимает площадь 5,978 км².

## Местная власть
11200, Житомирская область, Звягельский р-н, пгт Емильчино